# Euprosthenopsis armata
Espèce
Synonymes
- Euprosthenops armatus Strand, 1913

Euprosthenopsis armata est une espèce d'araignées aranéomorphes de la famille des Pisauridae.

## Distribution
Cette espèce se rencontre en Afrique du Sud, au Eswatini, au Congo-Kinshasa, en Tanzanie et en Ouganda.

## Description
Les syntypes mesurent de 11 au 12 mm.
La femelle décrite par Blandin en 1977 mesure 11 mm.

## Systématique et taxinomie
Cette espèce a été décrite sous le protonyme Euprosthenops armatus par Strand en 1913. Elle est placée dans le genre Euprosthenopsis par Blandin en 1974.

## Publication originale
- Strand, 1913 : « Arachnida. I. » Wissenschaftliche Ergebnisse der Deutschen Zentral-Afrika-Expedition 1907-1908, unter Führung Adolf Friedrichs, Herzogs zu Mecklenburg, Klinkhardt & Biermann, Leipzig, vol. 4, Zool. 2, p. 325-474.